# Narciarstwo alpejskie na Zimowych Igrzyskach Paraolimpijskich 2010
Narciarstwo alpejskie na Zimowych Igrzyskach Paraolimpijskich 2010 odbyło się w dniach 13 - 21 marca.

## Obiekty
| Obiekt             | Miasto   | Funkcja           |
| Whistler Creekside | Whistler | Zawody i treningi |

## Klasyfikacja niepełnosprawności
- W – zawodnicy którzy poruszają się na wózkach inwalidzkich lub którzy nie mają możliwości zjeżdżania na stojąco.
- ST – zawodnicy biegnący w pozycji stojącej
- B – zawodnicy niewidomi

## Konkurencje
| Osoby stojące - Zjazd - Supergigant - Slalom - Slalom gigant - Superkombinacja Osoby na wózkach - Zjazd - Supergigant - Slalom - Slalom gigant - Superkombinacja Osoby niewidome - Zjazd - Supergigant - Slalom - Slalom gigant - Superkombinacja | Osoby stojące - Zjazd - Supergigant - Slalom - Slalom gigant - Superkombinacja Osoby na wózkach - Zjazd - Supergigant - Slalom - Slalom gigant - Superkombinacja Osoby niewidome - Zjazd - Supergigant - Slalom - Slalom gigant - Superkombinacja |

## Medale

### Mężczyźni
| Konkurencja               | Złoto                           | Srebro                          | Brąz                            |
| Osoby stojące             |                                 |                                 |                                 |
| Zjazd szczegóły           | Gerd Schönfelder Niemcy         | Marty Mayberry Australia        | Michael Brugger Szwajcaria      |
| Supergigant szczegóły     | Gerd Schönfelder Niemcy         | Vincent Gauthier-Manuel Francja | Hubert Mandl Austria            |
| Slalom szczegóły          | Adam Hall Nowa Zelandia         | Gerd Schönfelder Niemcy         | C.Rahles-Rahbula Australia      |
| Slalom gigant szczegóły   | Gerd Schönfelder Niemcy         | Robert Meusburger Austria       | Vincent Gauthier-Manuel Francja |
| Superkombinacja szczegóły | Gerd Schönfelder Niemcy         | Vincent Gauthier-Manuel Francja | C.Rahles-Rahbula Australia      |
| Osoby na wózkach          |                                 |                                 |                                 |
| Zjazd szczegóły           | Christoph Kunz Szwajcaria       | Taiki Morii Japonia             | Akira Kano Japonia              |
| Supergigant szczegóły     | Akira Kano Japonia              | Martin Braxenthaler Niemcy      | Taiki Morii Japonia             |
| Slalom szczegóły          | Martin Braxenthaler Niemcy      | Josh Dueck Kanada               | Philipp Bonadimann Austria      |
| Slalom gigant szczegóły   | Martin Braxenthaler Niemcy      | Christoph Kunz Szwajcaria       | Takeshi Suzuki Japonia          |
| Superkombinacja szczegóły | Martin Braxenthaler Niemcy      | Jurgen Egle Austria             | Philipp Bonadimann Austria      |
| Osoby niewidome           |                                 |                                 |                                 |
| Zjazd szczegóły           | J.Santacana Maiztegui Hiszpania | Mark Bathum Stany Zjednoczone   | Gerd Gradwohl Niemcy            |
| Supergigant szczegóły     | Nicolas Berejny Francja         | Jakub Krako Słowacja            | Miroslav Haraus Słowacja        |
| Slalom szczegóły          | Jakub Krako Słowacja            | J.Santacana Maiztegui Hiszpania | Gianmaria Dal Maistro Włochy    |
| Slalom gigant szczegóły   | Jakub Krako Słowacja            | J.Santacana Maiztegui Hiszpania | Gianmaria Dal Maistro Włochy    |
| Superkombinacja szczegóły | Jakub Krako Słowacja            | Gianmaria Dal Maistro Włochy    | Miroslav Haraus Słowacja        |

### Kobiety
| Konkurencja               | Złoto                             | Srebro                            | Brąz                              |
| Osoby stojące             |                                   |                                   |                                   |
| Zjazd szczegóły           | Lauren Woolstencroft Kanada       | Solene Jambaque Frncjaa           | Andrea Rothfuss Niemcy            |
| Supergigant szczegóły     | Lauren Woolstencroft Kanada       | Melania Corradini Włochy          | Andrea Rothfuss Niemcy            |
| Slalom szczegóły          | Lauren Woolstencroft Kanada       | Andrea Rothfuss Niemcy            | Karolina Wisniewska Kanada        |
| Slalom gigant szczegóły   | Lauren Woolstencroft Kanada       | Andrea Rothfuss Niemcy            | Petra Smarzova Słowacja           |
| Superkombinacja szczegóły | Lauren Woolstencroft Kanada       | Solene Jambaque Frncjaa           | Karolina Wisniewska Kanada        |
| Osoby na wózkach          |                                   |                                   |                                   |
| Zjazd szczegóły           | Alana Nichols Stany Zjednoczone   | Laurie Stephens Stany Zjednoczone | Claudia Loesch Austria            |
| Supergigant szczegóły     | Claudia Loesch Austria            | Alana Nichols Stany Zjednoczone   | Anna Schaffelhuber Niemcy         |
| Slalom szczegóły          | Claudia Loesch Austria            | Stephani Victor Stany Zjednoczone | Kuniko Obinata Japonia            |
| Slalom gigant szczegóły   | Alana Nichols Stany Zjednoczone   | Stephani Victor Stany Zjednoczone | Kunika Obinata Japonia            |
| Superkombinacja szczegóły | Stephani Victor Stany Zjednoczone | Claudia Loesch Austria            | Alana Nichols Stany Zjednoczone   |
| Osoby niewidome           |                                   |                                   |                                   |
| Zjazd szczegóły           | Viviane Forest Kanada             | Henrieta Farkasova Słowacja       | Danelle Umstead Stany Zjednoczone |
| Supergigant szczegóły     | Henrieta Farkasova Słowacja       | Viviane Forest Kanada             | Anna Kuliskova Czechy             |
| Slalom szczegóły          | Sabine Gasteiger Austria          | Viviane Forest Kanada             | Jessica Gallagher Australia       |
| Slalom gigant szczegóły   | Henrieta Farkasova Słowacja       | Sabine Gasteiger Austria          | Viviane Forest Kanada             |
| Superkombinacja szczegóły | Henrieta Farkasova Słowacja       | Viviane Forest Kanada             | Danelle Umstead Stany Zjednoczone |